# David Baltimore
David Baltimore, ameriški biolog, enciklopedist, akademik, pedagog in nobelovec, * 7. marec 1938, New York, Združene države Amerike.
Baltimore je leta 1975 prejel Nobelove nagrade za fiziologijo ali medicino skupaj s Howardom Teminom in z Renatom Dulbeccom za njihova odkritja narave interakcij med virusi, ki povzročajo tumorje, in genskim materialom gostiteljske celice. Njegov največji prispevek k virologiji je odkritje encima reverzne transkriptaze. Širši javnosti je postal znan zaradi obtožb o poneverjanju rezultatov poskusov, objavljenih v članku, ki ga je leta 1986 napisal s Therezo Imanishi-Kari in še štirimi soavtorji. Preiskovalna komisija ameriške vlade je leta 1996 ugotovila, da so bile obtožbe neutemeljene, do takrat pa je bil primer deležen veliko pozornosti medijev zaradi vprašanj o odgovornosti znanstvenikov do svojih objav.
Je član uredniškega odbora Encyclopædia Britannica, Nacionalne akademije znanosti ZDA in Pontifikalne akademije znanosti.
Po njem je poimenovana Baltimorjeva klasifikacija in asteroid 73079 Davidbaltimore.